# Флаг Олдерни
Флаг Олдерни представляет собой флаг Англии (крест святого Георгия), в центре которого помещён герб Олдерни — стоящий на задних лапах повёрнутый влево лев, держащий в лапе прут, изображённый на зелёном фоне с золотой каймой. Флаг был официально утверждён 20 декабря 1993.

## Внешние ссылки
- Информация на сайте «Все флаги мира»